# Kékmellű törpejégmadár
A kékmellű törpejégmadár (Ceyx cyanopectus) a madarak osztályának szalakótaalakúak (Coraciiformes) rendjébe és a jégmadárfélék (Alcedinidae) családjába tartozó faj.

## Rendszerezése
A fajt Frédéric de Lafresnaye francia ornitológus írta le 1840-ben, Ceyx cyano-pectus néven. Jelenlegi besorolása vitatott, egyes szervezetek az Alcedo nembe sorolják Alcedo cyanopectus, vagy Alcedo cyanopecta néven.

## Alfajai
- Ceyx cyanopectus cyanopectus - Catanduanes, Luzon, Marinduque, Masbate, Mindoro, Polillo, Sibuyan és Ticao
- Ceyx cyanopectus nigrirostris - Cebu, Negros és Panay

## Előfordulása
A Fülöp-szigetek területén honos. Természetes élőhelyei a szubtrópusi és trópusi síkvidéki esőerdők, száraz erdők és mangroveerdők.

## Megjelenés
Testhossza 13 centiméter, testtömege 34-38 gramm.
|  |

## Természetvédelmi helyzete
Az elterjedési területe nagyon nagy, egyedszáma nagy és ugyan csökken, de még nem éri el a kritikus szintet. A Természetvédelmi Világszövetség Vörös listáján nem fenyegetett fajként szerepel.